# Oropallene metacaula
Oropallene metacaula är en havsspindelart som beskrevs av Child, C.A. 1995. Oropallene metacaula ingår i släktet Oropallene och familjen Callipallenidae. Inga underarter finns listade i Catalogue of Life.